# Mirzapur (divisie)

Ligging in Uttar Pradesh

Mirzapur is een divisie binnen de Indiase deelstaat Uttar Pradesh. Deze divisie bestaat uit de volgende drie districten:
- Bhadohi
- Mirzapur
- Sonbhadra